# I Thought About You
I Thought About You (deutsch: Ich dachte an dich) ist ein 1939 veröffentlichter Song von Jimmy Van Heusen (Musik) und Johnny Mercer (Text), der zum Great American Songbook gehört und sich zum Jazzstandard entwickelte.

## Hintergrund
I Thought About You war eines der ersten Lieder, für die Van Heusen und Mercer zusammenarbeiteten. Mercer war gerade Partner von Edwin H. Morris geworden (dem ehemaligen Warner-Bros.-Verleger) und hatte mit diesem Mercer-Morris gegründet. In diesem Verlag wurde der Song, ebenso wie ihre anderen gemeinsamen Lieder, Blue Rain und Make with the Kisses, veröffentlicht.
Nachdem Van Heusen bereits die Musik des Songs vorgespielt hatte, wurde der Text von einer Zugreise Mercers von Denver nach Chicago inspiriert. Er erzählte darüber später:

„Ich kann mich an den Nachmittag erinnern, an dem wir es geschrieben haben. Er [Van Heusen] spielte mir die Melodie vor. Ich hatte keine Ahnung, aber ich musste an diesem Abend nach Chicago. Ich glaube, ich hatte dort einen Auftritt mit Benny Goodman. Ich habe im Zug darüber nachgedacht. Ich war wach, ich konnte nicht schlafen. Die Melodie ging mir durch den Kopf, und da schrieb ich das Lied. Im Zug, wirklich nach Chicago.“

 Die ursprüngliche Notenausgabe zu I Thought About You zeigt die Zeichnung eines Zuges, des Denver Zephyr der Burlington Route.
Dinah Shore nahm im Herbst 1939 die erste Version von I Thought About You auf. Der Song wurde noch im selben Jahr von vier Bigbands aufgenommen, jenen von Will Bradley, Bob Chester, Bob Crosby und Benny Goodman. Goodmans Interpretation von 1939 mit der Sängerin Mildred Bailey war die einzige Version, die es in die Charts schaffte und 1940 bis auf Platz 17 kam.
Mercer schrieb weitere Lieder über Züge, darunter Blues in the Night (1940) und On the Atchison, Topeka and the Santa Fe (1946).

## Kennzeichen des Songs
I Thought About You ist in der Liedform AB'AB" gehalten und hat eine deutliche Dur-Charakteristik. Die Akkordfolge enthält laut jazzstandards.com nur wenige Überraschungen; letztlich lösten sich alle Kadenzen so auf, wie es das Ohr erwarten würde. Der acht Takte lange Verse wird jazzstandards.com zufolge selten gespielt, aber der Text ist eine besonders schöne Einstimmung auf den Refrain, in dem es darum geht, dass das Sprichwort „aus den Augen aus dem Sinn“ bei einer geliebten Person nicht zutrifft. Der Refrain erzählt von einer Zugfahrt und allem, das uns an die besondere Person erinnert, die wir zurückgelassen haben, etwa „a shadowy lane“ („eine schattige Gasse“).

## Der Weg zum Jazzstandard
Trotz weiterer Interpretationen durch Bigbands wie jenen von Tommy Dorsey und Nellie Lutcher wurde der Song jenseits der Tanzhallen nicht weiter beachtet. Zur Aufmerksamkeit für die Potenziale des Songs kam es erst durch Interpretationen von Billie Holiday, die ihn 1954 mit dem Pianisten Bobby Tucker aufnahm, und von Frank Sinatra, der den Song, der ihm durch die Arbeit mit Tommy Dorsey geläufig war, 1956 für sein Album Songs for Swingin’ Lovers auswählte. Miles Davis schuf 1961 auf seinem Album Someday My Prince Will Come eine mustergültige Instrumentalinterpretation. Ihm folgten nun Musiker wie Kenny Burrell/Coleman Hawkins, Stan Getz/Kenny Barron, Branford Marsalis/Kenny Kirkland oder Uri Caine.
Das Album And I Thought About You (1959) des Sängers Johnny Hartman stellte den Titelsong besonders heraus. Auch Eliane Elias benannte nach dem Song ihr Album I Thought About You. A Tribute to Chet Baker (2013), auf dem er gleich zu Beginn – in ihrer gesanglich wenig inspirierten Version – erklingt.

## Adaption
Gerhard Bronner schrieb mit Ich dachte an Dich einen neuen Text zu Van Heusens Melodie; Hildegard Knef sang dieses Lied 1975.